# Lajkonik Rocks
Die Lajkonik Rocks (polnisch Skały Lajkonika) sind Brandungspfeiler aus Basalt im Archipel der Südlichen Shetlandinseln. Sie liegen nördlich der Sukiennice Hills und südlich des Growler Rock in der King George Bay von King George Island.
Polnische Wissenschaftler benannten sie 1980 nach dem Krakauer Lajkonik.